# Tyburcy
Tyburcy lub Tyburcjusz – imię męskie pochodzące od łac. Tiburtius, legendarnego założyciela miasta Tibur (ob. Tivoli). W Kościele katolickim jego patronem jest święty Tyburcjusz (Tyburcy), żyjący w III wieku.
Imię to było nadawane w Polsce już w średniowieczu (także w formie Tyburczy).
Tyburcy, Tyburcjusz imieniny obchodzi 14 kwietnia i 11 sierpnia.
Znane osoby noszące imię Tyburcy:
- Tibor Csorba –  węgierski językoznawca, malarz, tłumacz, propagator polskiej literatury i badacz związków węgiersko-polskich w literaturze
- Tibor Nyilasi – piłkarz węgierski
- Tiburzio Vergelli (1551–1609 w Recanati) – włoski rzeźbiarz i odlewnik.

Żeński odpowiednik: Tyburcja.